# Colobothea simillima
Colobothea simillima är en skalbaggsart som beskrevs av Aurivillius 1902. Colobothea simillima ingår i släktet Colobothea och familjen långhorningar.
Artens utbredningsområde är:
- Paraguay.
- Uruguay.

Inga underarter finns listade i Catalogue of Life.